# Center Township (Columbiana County, Ohio)
Center Township ist eines von 18 Townships des Columbiana Countys im US-Bundesstaat Ohio. Nach der Volkszählung im Jahr 2000 waren hier 6473 Einwohner registriert.

## Geografie
Center Township liegt nahe dem geografischen Zentrum des Columbiana Countys im Nordosten von Ohio und grenzt im Uhrzeigersinn an die Townships: Salem Township, Fairfield Township, Elkrun Township, Madison Township, Wayne Township, Franklin Township, Hanover Township und Butler Township.

## Verwaltung

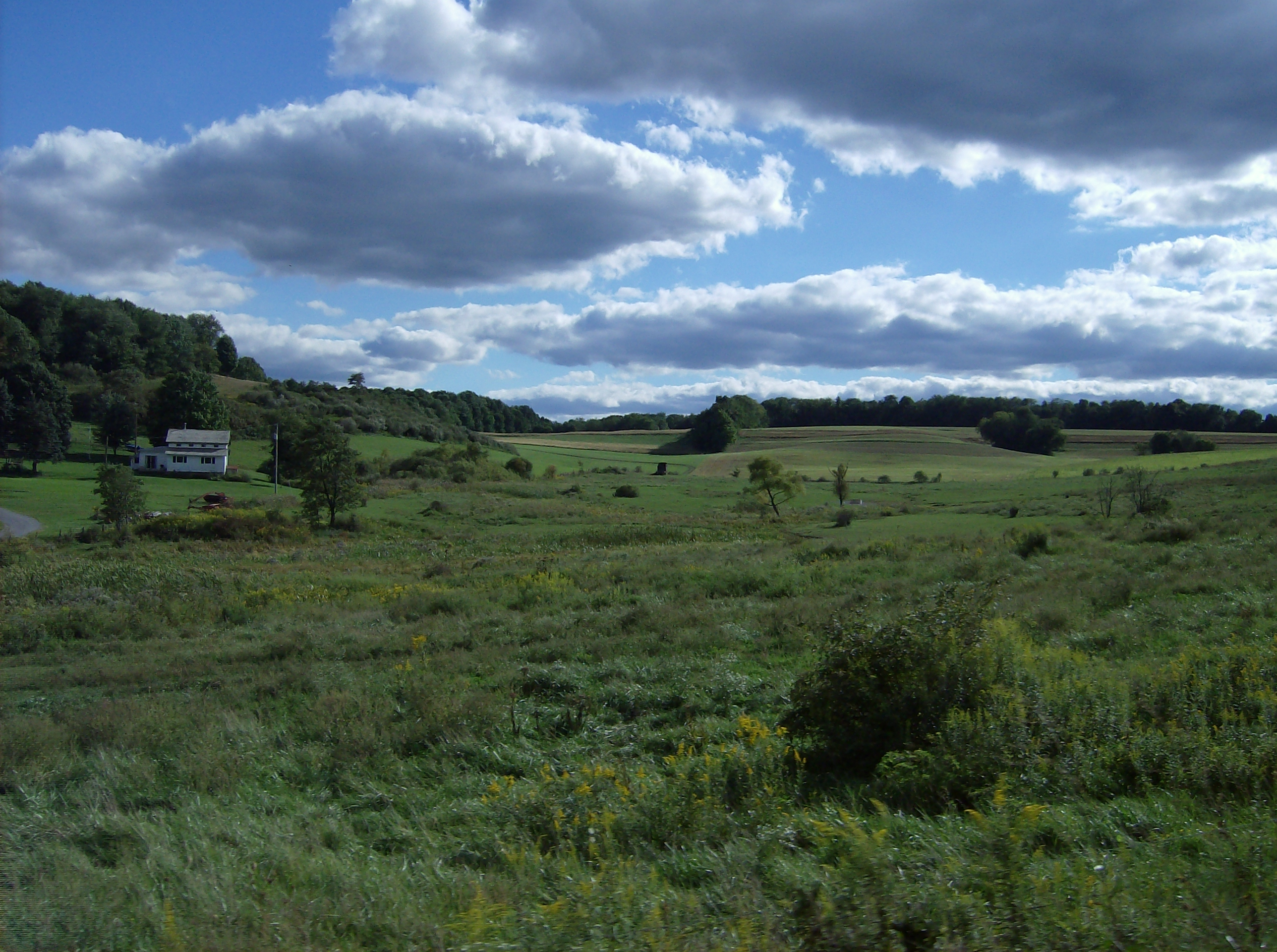
Landschaft im Center Township

Das Township wird durch ein Board of Trustees, bestehend aus drei gewählten Mitgliedern, verwaltet. Zwei Personen werden jeweils im Jahr nach der Präsidentschaftswahl gewählt und eine jeweils im Jahr davor. Die Amtszeit dauert in der Regel vier Jahre und beginnt jeweils am 1. Januar. Daneben gibt es noch einen Township Clerk (zuständig für Finanzen und Budget), der ebenfalls im Jahr vor der Präsidentschaftswahl auf eine vierjährige Amtszeit gewählt wird. Dessen Amtszeit beginnt jeweils am 1. April.